# Ametralladora Vickers .50
La ametralladora Vickers .50, también conocida como la 'Vickers .50', era básicamente la misma ametralladora Vickers calibre 7,70 mm pero de mayor tamaño para poder emplear un cartucho calibre 12,7 mm (.50). Fue empleada en algunos tanques y otros vehículos de combate, pero fue más frecuentemente empleada como arma antiaérea de corto alcance a bordo de los navíos de la Royal Navy y de los Aliados, usualmente en una batería cuádruple. Disparaba el cartucho británico .50 Vickers (12,7 x 81), no el más conocido 12,7 x 99 OTAN.

## Mark I
La Vickers .50 Mark I fue el modelo base, a partir del cual se desarrollaron los otros modelos.

## Mark II, IV y V
La Vickers .50 Mark II entró en servicio en 1933 y fue montada en algunos tanques británicos. Las Mark IV y V fueron versiones mejoradas y también fueron montadas sobre camiones durante la Campaña del Norte de África. Fue sobrepasada como armamento para vehículos blindados durante la Segunda Guerra Mundial por la ametralladora Besa de 15 mm.

## Mark III

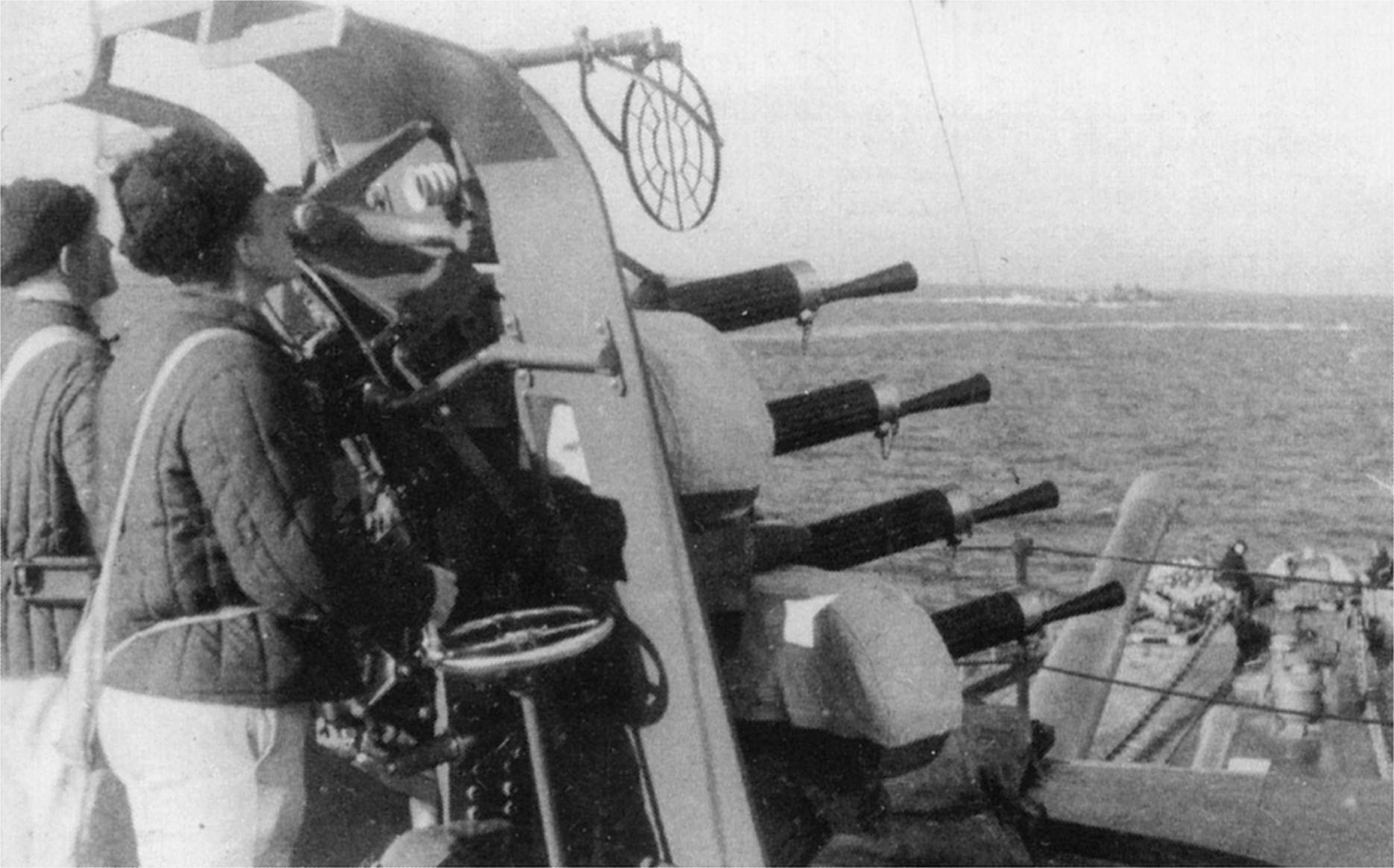
Típica batería antiaérea naval de cuatro ametralladoras, siendo empleada por marinos soviéticos.

La Vickers .50 Mark III era una versión naval empleada como arma antiaérea, principalmente por la Royal Navy y armadas aliadas en la Segunda Guerra Mundial, usualmente en baterías de cuatro ametralladoras. Demostró ser poco potente en el papel de arma antiaérea de corto alcance contra los modernos aviones de fuselaje metálico y fue sobrepasada durante la Segunda Guerra Mundial por el cañón automático Oerlikon 20 mm. La batería naval de cuatro ametralladoras era alimentada por una cinta de 200 cartuchos para cada arma desde un tambor portacinta, con una cadencia máxima de 700 disparos/minuto para cada arma. La batería tenía sus cuatro ametralladoras ajustadas para ofrecer una dispersión de disparo de 18,28 m (60 pies) de ancho y 15,24 m (50 pies) de alto, a una distancia de 915 m (1.000 yardas). La empresa Vickers afirmaba que podía disparar todos sus 800 cartuchos en 20 segundos y recargarse en 30 segundos.
También fue montada durante la Segunda Guerra Mundial en torretas motorizadas a bordo de lanchas cañoneras y lanchas torpederas.